# Celleporaria prolifera
Celleporaria prolifera är en mossdjursart som först beskrevs av William MacGillivray 1888.  Celleporaria prolifera ingår i släktet Celleporaria och familjen Lepraliellidae. Inga underarter finns listade i Catalogue of Life.